# Накульма, Прежюс
Прежю́с Нигимбе́ Накульма́ (фр. Préjuce Niguimbe Nakoulma; родился 21 апреля 1987, Уагадугу, Буркина-Фасо) — буркинийский футболист, нападающий турецкого клуба «Ризеспор» и сборной Буркина-Фасо.

## Карьера

### Клубная
Начинал карьеру в 2004 году в составе буркинийской «Коммуны». Выступал за польские «Сталь» и «Хетман» (Замосць). В июле 2010 года отправлялся в аренду в «Видзев» на один год. Через сезон его отдали в аренду «Гурник» (Забже), снова на один год. Дебютировал в составе нового клуба 12 сентября 2011 года. После 9 голов в чемпионате Накульма подписал с «Гурником» полноценный контракт в 2012 году. В 2013 году казанский «Рубин» предложил € 1,5 за игрока. В июле 2014 года Накульма подписал двухлетний контракт с турецким клубом «Мерсин Идманюрду».

### Сборная
Участвовал в Кубке африканских наций 2012. Вместе со сборной дошёл до финала и уступил сборной Нигерии на Кубке африканских наций 2013.

## Достижения
- Серебряный призёр Кубка африканских наций: 2013
- Бронзовый призёр Кубка африканских наций: 2017